# 于红旗
于红旗（1973年2月2日—），中国女子足球运动员。她在1996年夏季奥林匹克运动会中，参加了女子足球比赛并获得银牌。比赛期间，她一共上场四次。